# قطب الدين النيسابوري
مسعود بن محمد بن مسعود الطريثيثي النيسابوري فقيه ومفسر، ولد في شهر رجب سنة 505 هـ عاش بدمشق و بغداد، توفي سنة 578 هـ.

## نبذه عنه
تفقه على يد أبيه، ومحمد بن يحيى تلميذ الغزالي، وعمر بن علي، عرف بسلطان.
وتفقه بمرو على أبي إسحاق إبراهيم بن محمد.
وسمع من هبة الله بن سهل السيدي، وعبد الجبار الخواري.
وتأدب على أبيه، وبرع، وتقدم، وأفتى، ووعظ في أيام مشايخه، ودرس بنظامية نيسابور نيابة، وصار من فحول المناظرين، وبلغ رتبة الإمامة.
ثم قدم بغداد في سنة 538، فوعظ وناظر، ثم سكن دمشق، وقد رأى أبا نصر القشيري.
وكان صاحب فنون، أقبلوا عليه بدمشق في أيام أبي الفتح المصيصي، ودرس بالمجاهدية، فلما توفي أبو الفتح، ولي بعده تدريس الغزالية، ثم انفصل إلى حلب، فولي تدريس المدرستين اللتين أنشأهما نور الدين وأسد الدين، ثم سار إلى همذان، ودرس بها مدة، ثم عاد إلى دمشق، ودرس بالغزالية ثانيا، وتفقه به الأصحاب، وكان حسن الأخلاق متوددا قليل التصنع، ثم سار إلى بغداد رسولا.
قال ابن عساكر : كان أبوه من طريثيث، كان أديبا يقرئ الأدب، قدم ووعظ، وحصل له قبول، وكان حسن النظر مواظبا على التدريس، وقد تفرد برئاسة أصحاب الشافعي.
قال ابن النجار : قدم بغداد رسولا، وتزوج بابنة أبي الفتوح الإسفراييني. أنشدني أبو الحسن القطيعي، أنشدني أبو المعالي مسعود بن محمد الفقيه :
يقولون :
أسباب الفراغ ثلاثة ورابعها خلوه وهو خيارها وقد ذكروا أمنا ومالا وصحة
ولم يعلموا أن الشباب مدارها.
وقال ابن النجار وكان يقال إنه بلغ حد الإمامة على صغر سنة ودرس بنظامية نيسابور ثم ورد بغداد وحصل له بها القبول التام ثم جاء إلى دمشق وسكنها مدة ودرس بالمدرسة المجاهدية مدة ثم بالزاوية الغزالية بعد موت أبي الفتح نصر الله المصيصي ثم خرج إلى حلب وولى بها تدريس المدرستين اللتين بناهما نور الدين وأسد الدين ثم سافر إلى بغداد ومنها إلى همذان وولي التدريس بهمذان وأقام بها مدة ثم عاد إلى دمشق
واستوطنها ودرس بالغزالية والجاروخية وتفرد برئاسة الشافعية وسافر إلى بغداد رسولا إلى ديوان الخلافة ثم عاد
وكان معروفا بالفصاحة والبلاغة وتعليم المناظرة
توفي بدمشق في شهر رمضان سنة ثمان وسبعين وخمسمائة ودفن بتربة أنشأها غربي مقابر الصوفية وبنى مسجدا على الصخرات التي بمقبرة طاحون الميدان ووقف كتبها ومقرها بخزانة كتب المدرسة العادلية الكبرى بدمشق

## روى عنه
أبو المواهب بن صصرى، وأخوه الحسين، والتاج ابن حمويه، وطائفة، وأجاز للحافظ الضيا.

## انظر ايضًا
- علم التفسير
- فقه اسلامي